# Trichocentrum fuscum
Trichocentrum fuscum är en orkidéart som beskrevs av John Lindley. Trichocentrum fuscum ingår i släktet Trichocentrum och familjen orkidéer. Inga underarter finns listade i Catalogue of Life.

## Bildgalleri

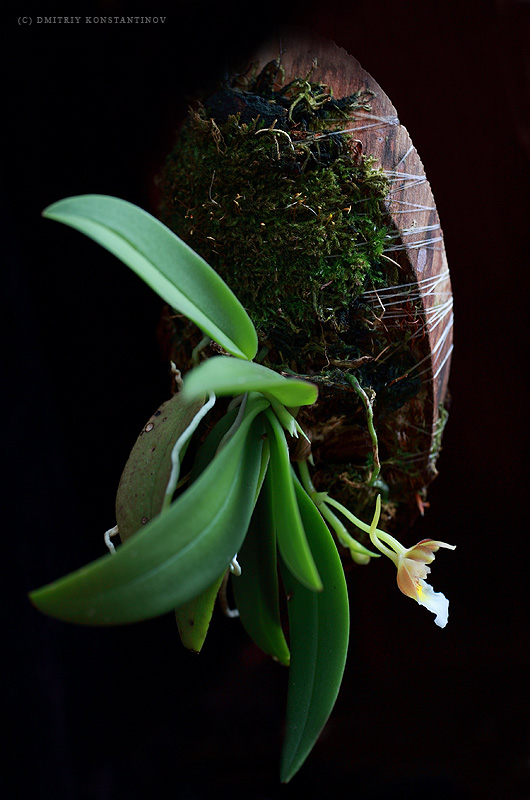
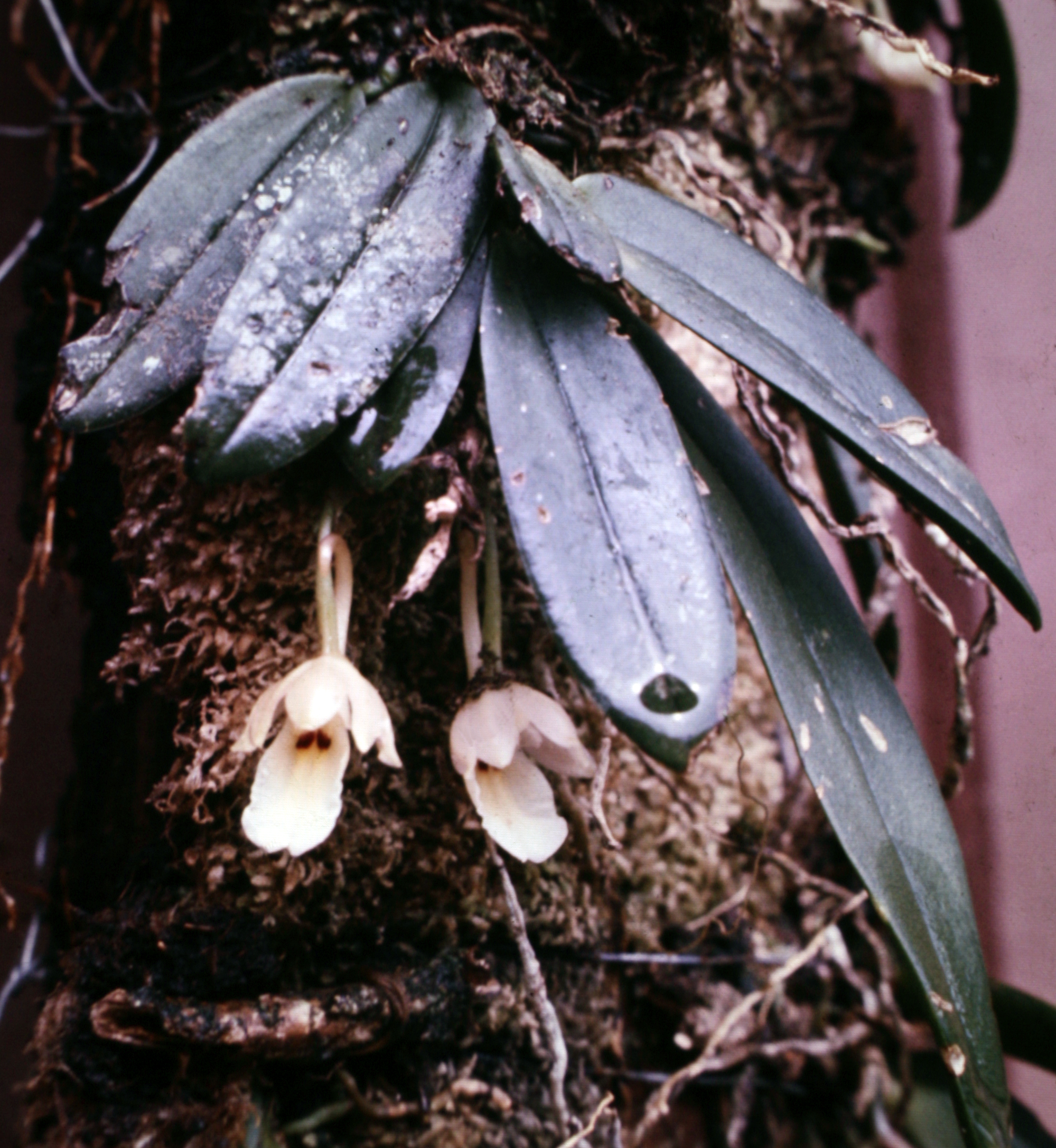
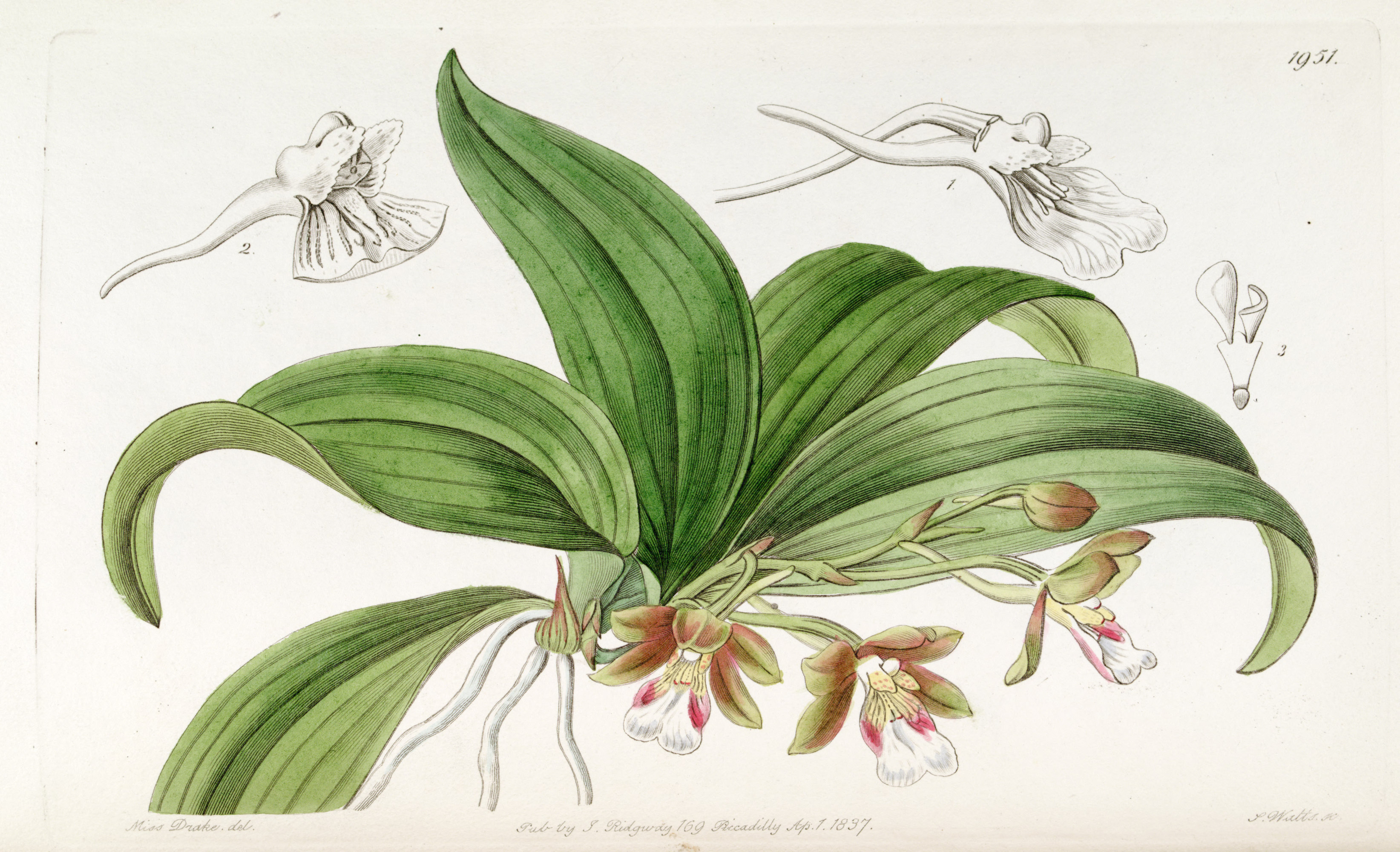
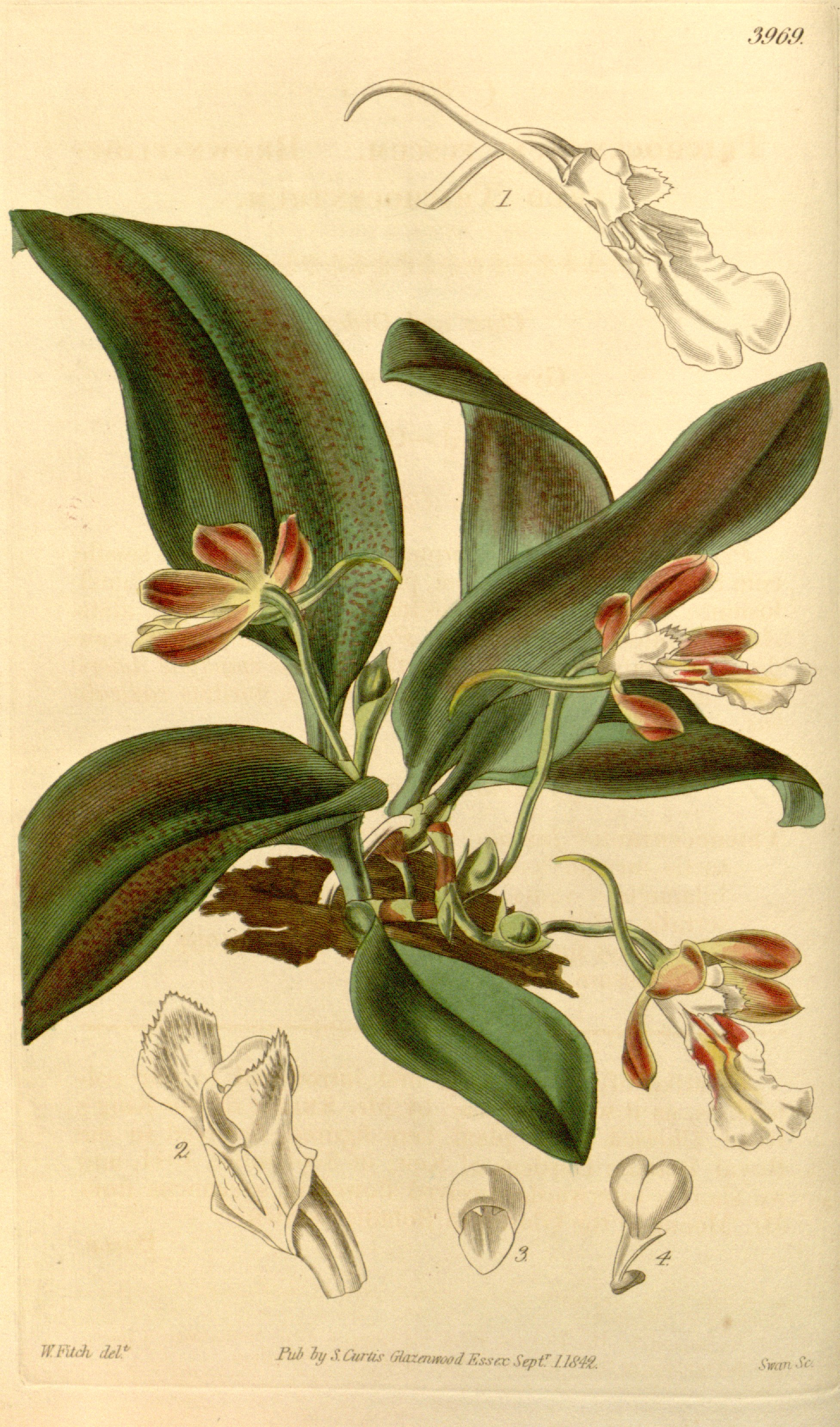
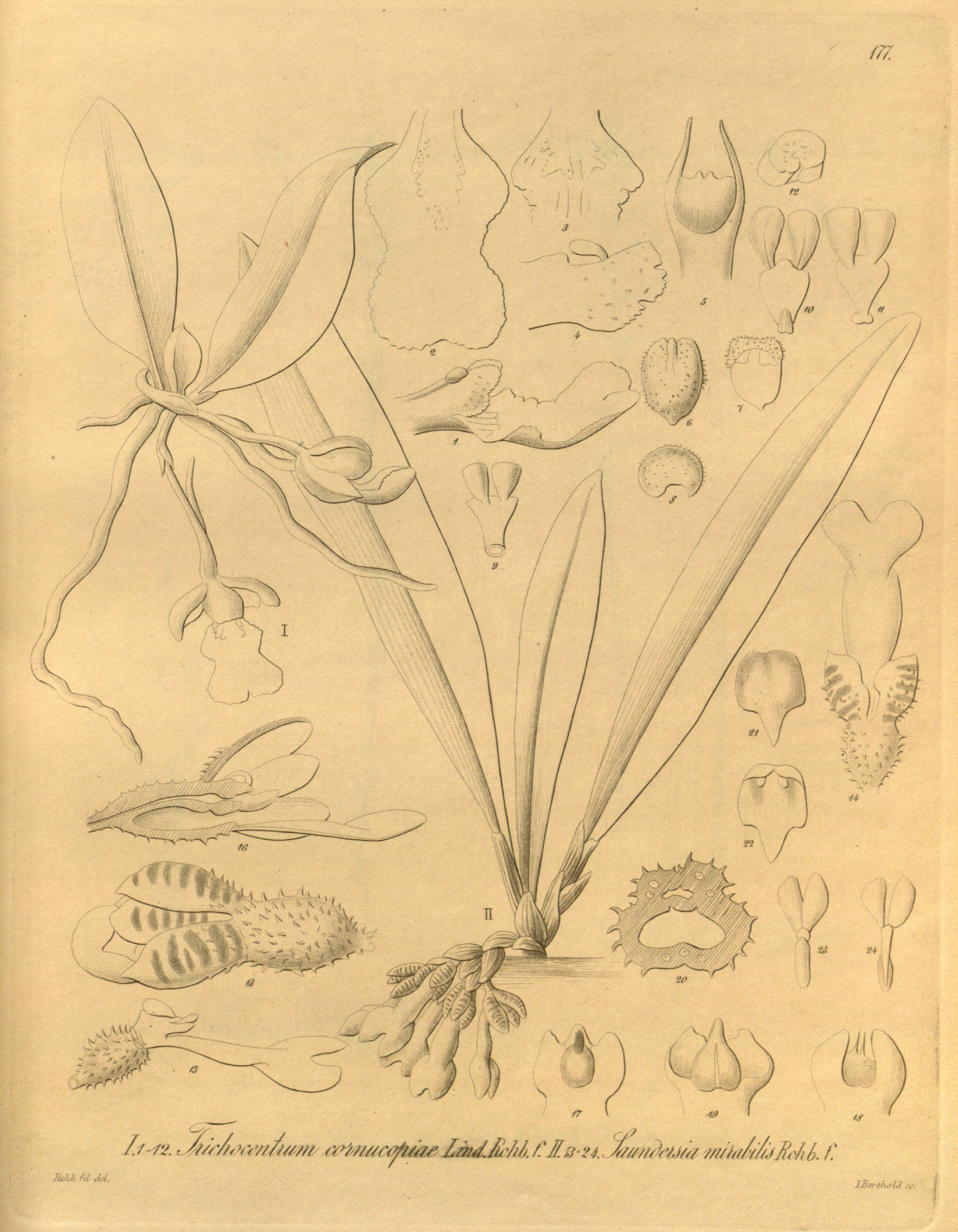